# فاین‌پیکس اچ‌اس۱۰
فاین‌پیکس اچ‌اس۱۰ (به انگلیسی: FinePix HS10) یک دوربین عکاسی ساخت شرکت فوجی‌فیلم است.